# Viktor Gertler
Viktor Gertler (geboren 24. August 1901 als Viktor Gáth in Budapest; gestorben 5. Juli 1969 ebenda) war ein ungarischer Filmeditor, Regisseur und Drehbuchautor.

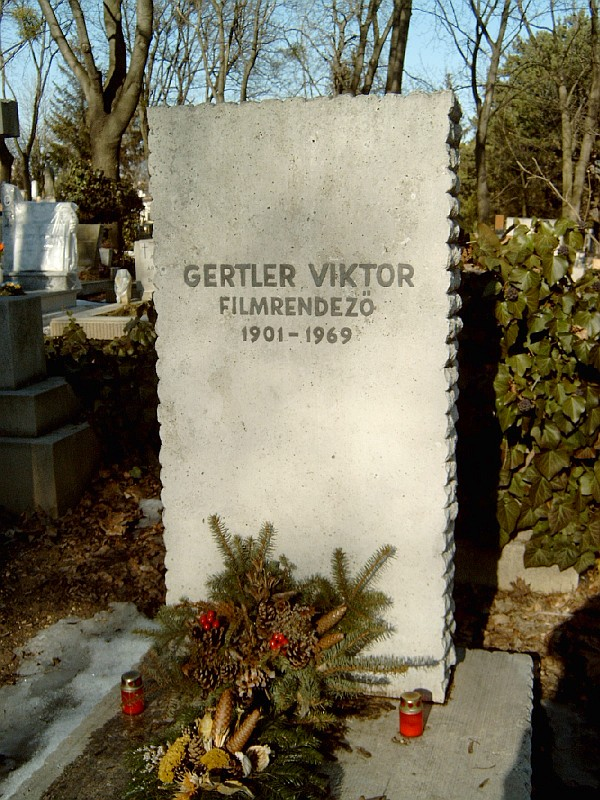
Grab auf dem Farkasréti temető

## Leben
Viktor Gáth arbeitete zunächst am Nationaltheater in Pécs. 1927 ging er nach  Berlin zur Ufa. Anfang der 1930er Jahre war er für den Schnitt zweier der erfolgreichsten Filme jener Zeit verantwortlich: Die Drei von der Tankstelle und Der Kongreß tanzt. Im März 1933, kurz nach der Machtübergabe an die Nationalsozialisten, kündigte die Ufa die Zusammenarbeit mit Gertler. Vom Ufa-Management waren Ernst Hugo Correll, Wilhelm Meydam, Hermann Grieving, Alexander Grau und Berthold von Theobald anwesend, als ihm die Frage nach seiner Religionszugehörigkeit gestellt wurde. Gertler war Jude, kehrte nach Ungarn zurück und arbeitete dort bis 1938 als Regisseur, als ihn der ungarische Antisemitismus traf. Er überlebte die Judenverfolgung. Nach dem Krieg produzierte er über zwanzig Filme und unterrichtete an der Budapester Hochschule für Film und Theater. 

## Filmografie (Auswahl)
- 1930: Die Drei von der Tankstelle
- 1930: Der Mann, der seinen Mörder sucht
- 1931: Der Kongreß tanzt
- 1931: Voruntersuchung
- 1931: Stürme der Leidenschaft
- 1932: Ich bei Tag und Du bei Nacht
- 1932: Quick
- 1933: Leise flehen meine Lieder
- 1934: Peter, das Mädchen von der Tankstelle (Peter)
- 1935: Katharina die Letzte